# Einfahrer
Der Einfahrer, auch Obereinfahrer oder Nachfahrer genannt, war ein Aufsichtsbeamter des Bergamtes. Der Einfahrer war ein praktischer Bergbeamter und zählte zu den Bergbeamten vom Leder. Er befuhr sämtliche Bergwerke in seinem Tätigkeitsbereich und kontrollierte vor Ort deren Zustand. In der Regel hatte der Einfahrer auch die Oberaufsicht über die Berggeschworenen.

## Allgemeines und Hierarchie
Einige Bergreviere waren so groß oder umfangreich, dass der Bergmeister seiner Amtsgeschäfte nicht in einer Weise nachkommen konnte, wie es erforderlich gewesen wäre. Insbesondere die persönliche Befahrung der Bergwerke war dem Bergmeister oftmals nicht möglich. Aus diesem Grund wurden zusätzliche Bergbeamte bei den betroffenen Bergämtern angelegt, die diese Inspektionen durchführten. Jeder Einfahrer war für ein Bergrevier zuständig. Es kam aber auch vor, dass ein Einfahrer für mehrere Bergreviere zuständig war. Es gab auch Bergreviere, in denen mehrere Berggeschworene tätig waren, von denen der älteste als Obereinfahrer eingesetzt wurde. Diese Geschworenen waren dann nur dem Titel nach Einfahrer. Die Hierarchie zwischen Einfahrer, Steigern und Geschworenen wurde in den Ländern unterschiedlich gehandhabt. So gab es Länder, in denen der Einfahrer in der Hierarchie über dem Berggeschworenen stand. Es gab aber auch Länder, in denen der Obereinfahrer Nachfahrer genannt wurde. In anderen Ländern war der Nachfahrer ein mittlerer Bergofficiant, der rangmäßig zwischen dem Steiger und dem Geschworenen stand. Durch diese hierarchische Struktur führte ein Nachfahrer die Aufsicht über mehrere Steiger. Einem Berggeschworenen unterstanden mehrere Nachfahrer und ein Obergeschworener führte die Aufsicht über mehrere Berggeschworene.

## Aufgaben und Befugnisse
Die Aufgaben des Einfahrers waren sehr umfangreich und je nach Bergrevier recht unterschiedlich. In manchen Bergrevieren hatte er die Aufgabe, sämtliche Bergwerke regelmäßig zu befahren und Mängel, die er entdeckte, bei der Besprechung im Bergamt zu melden. Die Bergwerke, für die er zuständig war, befuhr er in der Regel pro Woche einmal. Die Dauer der Befahrung lag in seinem Ermessensspielraum. Auch die Tageszeit, zu der anfuhr, bestimmte der Einfahrer im eigenen freien Ermessen. Bei seinen Befahrungen kontrollierte er, ob die Bergwerke auf den Schichten mit zu vielen Steigern, Hauern, Bergknechten oder Grubenjungen belegt waren. Des Weiteren kontrollierte er, ob die Arbeiten auf den jeweiligen Bergwerken auch bergmännisch ordentlich getätigt wurden. Dabei war auch zu prüfen, ob einige Hauer an anderer Stelle eingesetzt werden konnten, damit das jeweilige Bergwerk mehr Erz fördern konnte. Der Einfahrer hatte auch die Aufgabe, die Grubensicherheit zu kontrollieren. So überprüfte er den ordnungsgemäßen Einbau der Grubenzimmerung. Der Einfahrer hatte die Befugnis, die Berggeschworenen zu kontrollieren, insbesondere ob sie ihre Kontrollaufgaben ordnungsgemäß versahen. Es gab aber auch Bergreviere, in denen der Einfahrer die Aufgaben eines Berggeschworenen übernahm. Hierfür musste er ins freie gefallene Bergwerke freifahren, Lochsteine setzen oder auch Gedinge aushandeln.